# Palliduphantes labilis
Palliduphantes labilis är en spindelart som först beskrevs av Simon 1913.  Palliduphantes labilis ingår i släktet Palliduphantes och familjen täckvävarspindlar. Inga underarter finns listade i Catalogue of Life.